# 亚历山大剧院
亚历山大剧院（芬蘭語：Aleksanterin teatteri），是芬兰首都赫尔辛基的一家剧院建筑，建于1879年，以俄国沙皇亚历山大二世命名。最初时名为“赫尔辛基俄国国立亚历山大剧院”，为俄国人及芬兰人提供文艺消遣。

## 历史
1875年夏天当时爱好戏曲的芬兰大公国总督尼古拉·阿德勒贝里得到亚历山大二世的许可来为赫尔辛基的俄罗斯少数民族建造一座俄语剧院。剧院建成于1879年，并在1880年二月以亚历山大二世命名。剧院在1880年3月30日进行了首演，节目为夏尔·古诺的《浮士德》。
1919年芬兰歌剧院（现芬兰国家歌剧芭蕾院的前身）驻进亚历山大剧院，并一直到1993年作为其演出场所。自1993年起该剧院为各种表演艺术的客座剧院。